# Med livet som indsats (film fra 2012)
Med livet som indsats (originaltitel: Man on a Ledge) er en amerikansk action-thrillerfilm fra 2012 instrueret af Asger Leth. Filmen handler om en mand, der tjekker ind på et hotel i New York City, men træder ud på 21. sal og truer med at springe ned. Filmen blev udgivet den 27. januar i USA og den 9. februar i Danmark.

## Medvirkende
- Sam Worthington som Nick Cassidy
- Elizabeth Banks som Lydia Mercer
- Jamie Bell som Joey Cassidy
- Edward Burns som Jack Dougherty
- Ed Harris som David Englander
- Genesis Rodriguez som Angie
- Anthony Mackie som Mike Ackerman
- Kyra Sedgwick som Suzie Morales
- William Sadler som Tjener